# 卡拉斯塔莫拉山
46°34′17″N 9°52′4″E / 46.57139°N 9.86778°E
卡拉斯塔莫拉山（Crasta Mora），是瑞士的山峰，位於該國東南部，由格勞賓登州負責管轄，屬於阿爾布拉山脈的一部分，海拔高度2,952米，每年平均降雨量1,729毫米。